# The Etching Club
The Etching Club (littéralement « le club d'aquafortistes » ; également appelé British Etching Club) est une société d'artistes fondée à Londres en 1838 par Charles West Cope.

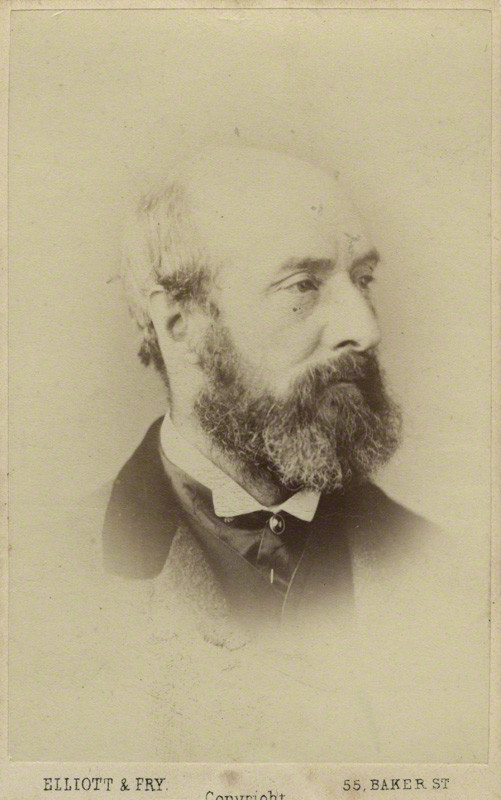
Charles West Cope (dans les années 1860), fondateur du Etching Club

Le club a publié plusieurs éditions illustrées d'estampes d'auteurs tels qu'Oliver Goldsmith, Shakespeare, John Milton et Thomas Gray.
Un club destiné aux plus jeunes membres est également créé en parallèle : le Junior Etching Club.
La société d'artistes disparaît en 1878.

## Membres
Les membres ici recensés sont ceux mentionnés dans les publications conservées à la Royal Academy,,:
- Charles West Cope
- Richard Redgrave
- Samuel Palmer
- Thomas Creswick
- John Frederick Tayler (en)
- Henry James Townsend (1810–1890)
- John Callcott Horsley
- Thomas Webster
- Frank Stone
- James Clarke Hook
- Richard Ansdell
- William Edward Frost
- George Bernard O'Neill
- William Henry Hunt
- John Everett Millais
- William Charles Thomas Dobson (en)[5]
- John Bell (1811-1895)
- Charles Stonhouse (fl. 1833-1865)
- John Prescott Knight

## Publications

### Publications de l'Etching Club
- (en) Oliver Goldsmith, The Deserted Village (1841)[2],[6]
- (en) Oliver Goldsmith, The Vicar of Wakefield
- (en) B. Corney, Goldsmith's poetical works (1845)
- (en) William Shakespeare, Songs of Shakespeare (1843)[4]
- (en) William Shakespeare, The Ballads of Shakespeare (1852)
- (en) John Milton, L'Allegro and Il ponseroso (1849)
- (en) Thomas Gray, Elegy written in a country churchyard[7]
- (en) The Etching Club, Etched thoughts (1844)
- (en) The Etching Club, Etchings For The Art-Union Of London by The Etching Club (Art Union of London, Londres, 1857[3])
- (en) The Etching Club, A selection of etchings by the etchings club (Joseph Cundall, 1865)

### Publications du Junior Etching Club
- (en) Alaric Alexander Watts (en), Passages from Modern English Poets (Forty-Seven Etchings) (Londres, éd. William Tegg, 1875)

### Galerie de gravures publiées par l'Etching Club

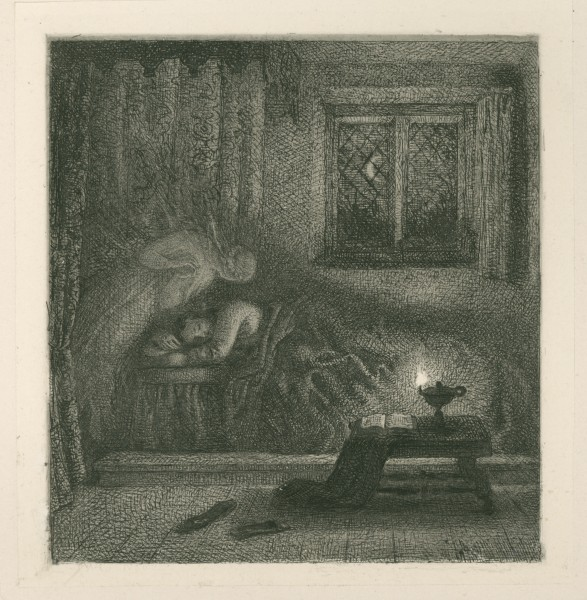
Milton's Dream of his deceased Wife - Sonnet 18, de Charles West Cope
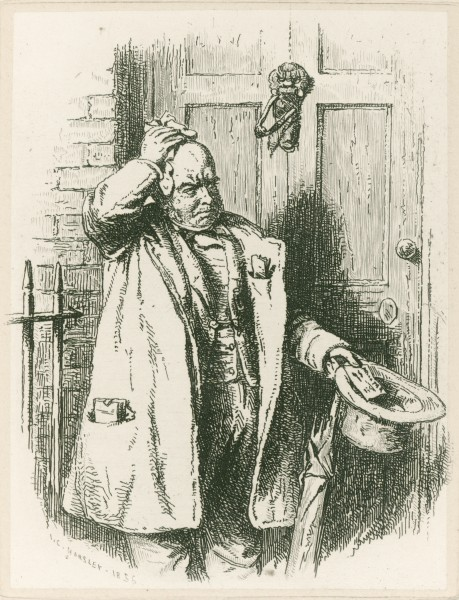
Kept Waiting, de John Callcott Horsley
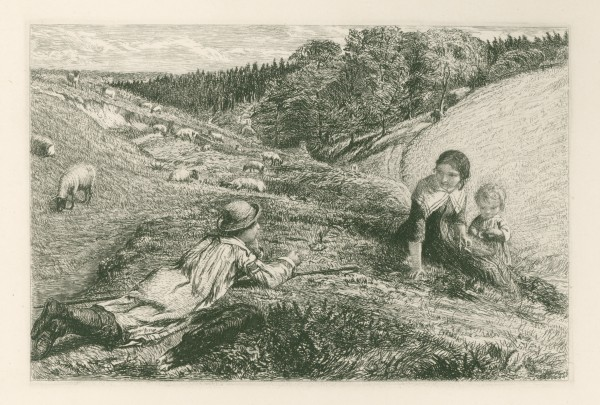
« Colin thou ken'st the Southern Shepherd boy » - Spenser's Shepherd's Calender, April, de James Clarke Hook
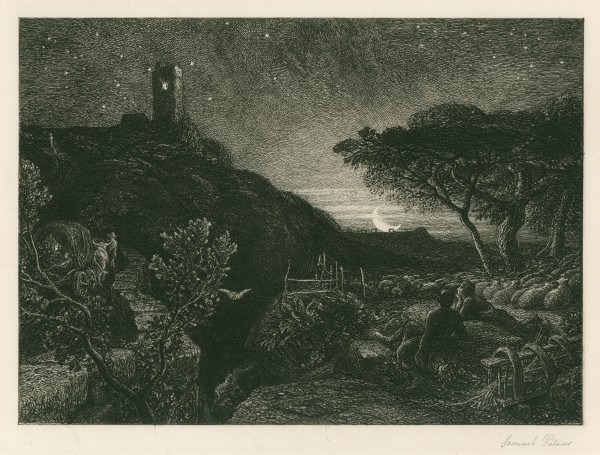
The Lonely Tower, de Samuel Palmer
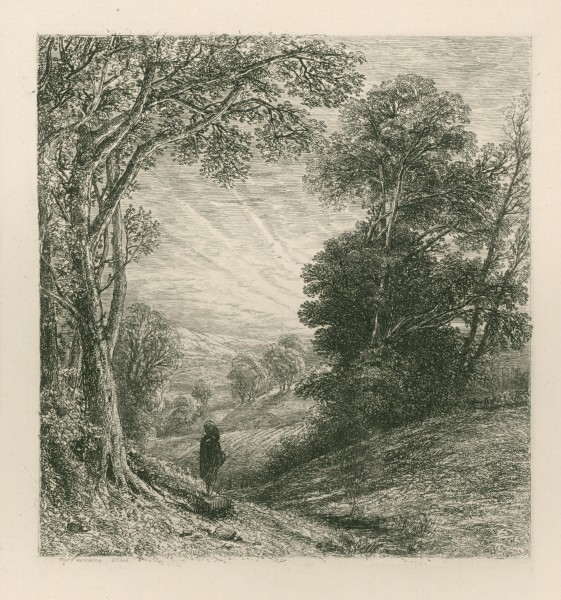
The Evening Walk, de Thomas Creswick
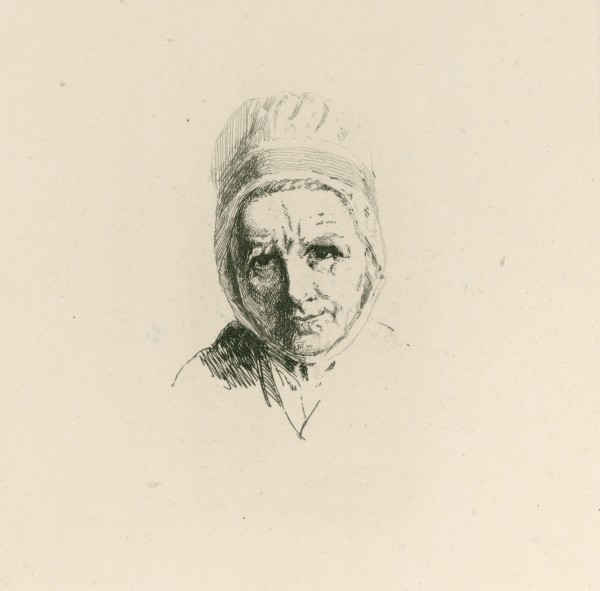
The School Dame, de Thomas Webster

## Conservation
Plusieurs gravures ainsi que certaines publications sus-citées sont conservées à la Royal Academy.
Six volumes des Etching Club's minutes and accounts (1838-1892) sont conservés à la National Art Library du Victoria and Albert Museum de Londres.

### Article lié
- Renaissance de l'eau-forte